# Itinerarium, czyli przewodnik dla podróżnych
Itinerarium, czyli przewodnik dla podróżnych – zbiór pięćdziesięciu esejów i recenzji Irminy Kosmali wydany w 2023 roku nakładem Zeszytów Poetyckich, w serii Biblioteka Współczesnej Literatury pod redakcją Dawida Junga, pod patronatem Stowarzyszenia Pisarzy Polskich.
Książka znalazła się w kolejnym etapie prestiżowego konkursu Ambasador Nowej Europy organizowanego przez Europejskie Centrum Solidarności w Gdańsku i Kolegium Europy Wschodniej im. Jana Nowaka-Jeziorańskiego we Wrocławiu oraz została wyróżniona Nagrodą im. Wojciecha Dolaty, przyznaną przez Stowarzyszenie Dziennikarzy Polskich.

## Opis
Wśród pisarzy omówionych przez Kosmalę znaleźli się m.in.: Marcin Bałczewski, Kazimierz Brakoniecki, Jerzy Bralczyk/Michał Ogórek, Jan Drzeżdżon, Bogusław Kierc, Mirka Szychowiak, Krzysztof Varga i in.
Kosmala nawiązuje do gatunku literackiego zwanego hodoeporikon. Już we wstępie polemizuje z dystopijną wizją Raya Bradbury'ego, przedstawiając świat, w którym ludzie oddalają się od kultury wyższej na rzecz masowej rozrywki. Choć ujęcie kultury popularnej jako zdegenerowanej jest przesadzone, Bradbury trafnie przewidział zagrożenia związane z technologią i konsumpcjonizmem. Autorka podkreśla wartość idei i literatury jako narzędzi do zmiany świata na lepsze oraz apeluje o zachowanie głębszego spojrzenia na kulturę, zamiast poddawania się biernej rozrywce. W opinii filozofa, Antoniego Siemianowskiego: Kolejny raz Irmina Kosmala poprzez absorbujące zapiski z lektur ujawnia przed nami swoją uszlachetnioną pamięć. (...) Dziś oddaje w ręce czytelnika zbiór swoich lekturowych "wglądów i sądów", stanowiących ślad pamięci o autorach dla niej szczególnie ważnych. Język, jakim posługuje się Irmina Kosmala w swoich recenzjach jest gęsty, co znaczy, że przez jej wgląd w czyjeś myśli i ich absorpcję, widzimy rzeczywistość nie tak jak przez szybę, ale jak przez witraż. To piękny, choć subiektywny widok. Ale takim prawem karmi się dobra recenzja.
Zdaniem krytyka literackiego Rafała Jaworskiego, książka Irminy Kosmali to zbiór pięćdziesięciu recenzji i esejów powstałych w ciągu dekady, publikowanych w różnych czasopismach kulturalnych. Kosmala, mając wykształcenie filozoficzne, w swoich tekstach porusza się między kulturą, literaturą i filozofią, nawiązując do myśli wielkich autorów, takich jak Friedrich Nietzsche, Blaise Pascal czy Emil Cioran. Każda recenzja to swoisty przystanek intelektualny, który skłania do refleksji, a książka wymaga od czytelnika uważności i przygotowania. Jaworski podkreśla, że to niełatwa lektura, pełna głębokich analiz i subiektywnych interpretacji, która nie pozostawi nikogo obojętnym.
Podobnie eseistykę Kosmali ocenił członek kapituły SDPu, Wiesław Kot, który w laudacji dla nagrodzonej twórczości, która znalazła się w książce, zauważył: Autorka jednocześnie i z pokorą podąża śladami myśli i losów swych wybitnych bohaterów. A przecież ta droga ma swoją cyrkulację - tam, gdzie bliżej jej do jednego czy drugiego zawęźlenia w biografii, do szczególnie interesującej kulminacji w twórczości, do owocnego zakrętu losu, tam czuje się pewniej. Wtedy niemal ze stronicy na stronicę staje się bardziej pewna swego, śmiała, władcza. Wchodzi w rolę gospodarza życia i dorobku. I wtedy podziwiamy jej zuchwałość, jej pewną rękę, jej błogosławioną uzurpację. (...) A gdyby Humphrey Bogart czytał zapisy ludzkich losów pióra pani Irminy Kosmali, jestem pewny, że najpierw uśmiechnąłby się gorzko, a potem łyknąłby szkockiej z grubego szkła. Po to, by podwoić przyjemność.